# Love Chronicles
Love Chronicles es el segundo álbum de estudio del músico escocés Al Stewart. Fue publicado en septiembre de 1969. Entre los músicos de soporte se encuentran Jimmy Page, y 4 miembros de la banda Fairport Convention: el bajista Ashley Hutchings, el guitarrista Simon Nicol, el baterista Martin Lamble, y el guitarrista Richard Thompson.
En 2007, Love Chronicles fue reeditado por primera vez en CD con 3 bonus tracks.

## Lista de canciones
Todas las canciones escritas por Al Stewart, excepto donde está anotado.

| Lado uno |                             |          |  |
| N.º      | Título                      | Duración |  |
| 1.       | «In Brooklyn»               | 3:43     |  |
| 2.       | «Old Compton Street Blues»  | 4:26     |  |
| 3.       | «The Ballad of Mary Foster» | 8:02     |  |
| 4.       | «Life and Life Only»        | 5:49     |  |
| 22:00    |                             |          |  |

| Lado dos |                                  |          |  |
| N.º      | Título                           | Duración |  |
| 1.       | «You Should Have Listened to Al» | 3:02     |  |
| 2.       | «Love Chronicles»                | 18:04    |  |
| 21:06    |                                  |          |  |

- Los lados uno y dos fueron combinados como pista 1–6 en la reedición de CD.

| Bonus tracks (2007 Collectors' Choice reissue) |                             |          |  |
| N.º                                            | Título                      | Duración |  |
| 7.                                             | «Jackdaw»                   | 3:20     |  |
| 8.                                             | «She Follows Her Own Rules» | 3:18     |  |
| 9.                                             | «Fantasy»                   | 2:15     |  |
| 8:53                                           |                             |          |  |

## Créditos
Créditos adaptados desde las notas del álbum.
- Al Stewart – voz principal, guitarra
- Jimmy Page – guitarra (6)
- Simon Breckenridge – guitarra
- Mervyn Prestwyck – guitarra
- Brian Brocklehurst – bajo eléctrico[7]
- Harvey Burns – batería
- Martyn Francis – batería
- Brian Odgers – bajo eléctrico
- John Paul Jones – bajo eléctrico (6)
- Ashley Hutchings – bajo eléctrico
- Steve Gray – órgano
- Phil Phillips – órgano
- Krysia Kristianne, Robin Lamble – coros (7)

Personal técnico
- Ron Pender – productor
- John Wood – productor, ingeniero de sonido
- Sophie Litchfield – fotografía